# Supercopa dos Países Baixos de 2019
A Supercopa dos Países Baixos 2019 ou Johan Cruijff Schaal foi a 30ª edição do torneio, disputada em partida única entre o Campeão Neerlandês 2018–19 (Ajax) e vice-campeão da Campeão Neerlandês 2018–19 (PSV Eindhoven).

## Participantes
| Equipe        | Classificação                      |
| ------------- | ---------------------------------- |
| Ajax          | Campeão Eredivisie de 2018–19      |
| PSV Eindhoven | Vice-Campeão Eredivisie de 2018–19 |

## Partida
| 27 de julho de 2019 | Ajax                   | 2 – 0 | PSV Eindhoven | Johan Cruijff Arena, Amesterdão |
| 18:00               | Dolberg 1' · Blind 53' |       |               | Público: 51 837                 |

## Campeão
| Supercopa dos Países Baixos de 2019 |
| ----------------------------------- |
| AJAX 9° titulo                      |